# 津島站
津島站（日语：／ Tsushima eki */?）是位於愛知縣津島市錦町1番地，名古屋鐵道（名鐵）的車站。車站編號為TB07。

## 歷史
- 1898年（明治31年）4月3日 - 尾西鐵道彌富站至此站開業，此站啟用。
- 1914年（大正3年）1月23日 - 名古屋電氣鐵道津島線枇杷島橋站至新津島站間開通。
- 1921年（大正10年）7月1日 - 名古屋電氣鐵道轉讓鐵路事業至名古屋鐵道。
- 1925年（大正14年）8月1日 - 尾西鐵道合併至名古屋鐵道。
- 1931年（昭和6年）10月25日 - 新津島站與津島站合併[1]。
- 1964年（昭和39年）7月1日 - 此站終止貨物服務（取而代之是在日比野站新設貨物側線）[2]。
- 1966年（昭和41年）4月18日 - 隨著高架化工程開開始，東車站大樓關閉[3]。
- 1968年（昭和43年）
  - 5月3日 - 津島站附近高架化（約1.6公里路段）[4]。
  - 9月3日 - 津島站大廈落成[4]。大廈內的名鐵商店開業[5]。
- 1969年（昭和44年）
  - 5月15日 - 開始使用定期票印刷發行機[6]。
  - 6月1日 - 開始使用定期票專用自動閘機[6]。
- 1987年（昭和62年）5月 - 設置自動閘機[7]。
- 1997年（平成9年）津島自動車營業所（日语：名鉄バス津島営業所）遷移。
- 2005年（平成17年）
  - 7月14日 - 車站引入交通儲值卡「Trans Pass（日语：トランパス (交通プリペイドカード)）」。
  - 10月2日 - 車站無障礙工程竣工[1]。
- 2011年（平成23年）2月11日 - 車站可以使用「manaca」IC卡。
- 2012年（平成24年）2月29日 - 交通儲值卡「Trans Pass」的服務終止，此站也不可使用其儲值卡。

## 停靠路線
名古屋鐵道
- 尾西線
- 津島線

此站為津島線的終點站。尾西線此站向彌富方向與一宮方向均為下行線，津島線直通至彌富方向的列車會在此站上下行方向掉轉。但是在列車編號上，彌富方面為單數（下行）須口方向為雙數（上行），不會改變列車編號。
只在平日早上，森上方向與佐屋方向的列車會在此站結併與分離車廂，分離的車廂會前往名古屋方向。

## 車站構造
車站為一座高架車站，設有1面2線的島式月台，月台可容納8卡車廂。津島線與尾西線共用所有月台。從此站出發的尾西線前往名鐵一宮的列車會因津島線列車到達月台而改變。另外，因應月台的狀況，設有不載客列車前往日比野站折返。
在月台顯示牌中，當初是使用行燈式顯示，在機場線開業時的時間表修正中改用了LED式。同時，也安裝了車站自動廣播系統。該系統在尾西線的其他車站有所不同，從一宮到達時會廣播「森上方向的列車」。出發時的電鈴與名鐵名古屋站相同。車站在西邊設有1個閘口，東邊沒有閘口。站內設有自動售票機、自動閘機和升降機。
車站北邊設有津島線上行線與尾西線的分支點，由於設有轉轍器。從町方的列車到達時，一人控制列車的自動廣播會廣播「可轉乘往須口、名古屋方向和佐屋、彌富方向」，津島線中沒有這個廣播。
車站大廈於1968年（昭和43年）9月建成，當時為名鐵商店，隨後為名鐵Palais，並於2000年代初結業，第1層是閘口與便利商店。現時前名鐵Palais的大廈中，第1層是停泊單車場，第2屬是不定期擺設鐵路零件銷售或舉行名鐵活動。
| 月台   | 路線                        | 上下行               | 方向         | 備註                               |
| ------ | --------------------------- | -------------------- | ------------ | ---------------------------------- |
| 1      | 津島線 尾西線（津島〜彌富） | 上行                 | 彌富方向     |                                    |
| 1      | 尾西線（名鐵一宮〜津島）    | 下行                 | 名鐵一宮方向 | 在舉行尾張津島天王祭，設有森上方向 |
| 2      | 尾西線（名鐵一宮〜津島）    | 下行                 | 名鐵一宮方向 | 在舉行尾張津島天王祭，設有森上方向 |
| 津島線 | -                           | 須口、名鐵名古屋方向 |              |                                    |

### 配線圖
|                 | ↑ 須口、名古屋方向             |                   |
|                 | 名古屋鐵道 津島站 站內配線略圖 | → 佐屋、 彌富方向 |
|                 | ↓ 森上、一宮、奧町方向         |                   |
| 图例 参考文献： |                                |                   |

## 使用狀況
- 在中提及在2013年度，當時1日平均上下車人次為13,598人，為名鐵所有車站（275站）排名第26，尾西線（22站）中排名第2，津島線（8站）中排名第1[12]。
- 在中提及在1992年度，當時1日平均上下車人次為17,911人，為除岐阜市內線均一車費區間內各站（岐阜市內線、田神線、美濃町線徹明町站至琴塚站之間）外名鐵所有車站（342站）中排名第21，尾西線（23站）中排名第2，津島線（8站）中排名第1[13]。
- 在中提及在1981年度，當時1日平均上下車人次為19,250人，為名鐵所有車站中排名第15[14]。
- 在中提及在1960年度，當時1日平均上下車人次為11,566人，在1963年度升至13,207人[15]。
- 根據中的資料，以下為近年1日平均乘車人次列表（包括名鐵巴士的連接定期乘車人次）[16]。

| 年度   | 1日平均 乘車人次 |
| ------ | ---------------- |
| 2005年 | 6,635            |
| 2006年 | 6,579            |
| 2007年 | 6,609            |
| 2008年 | 6,620            |
| 2009年 | 6,460            |
| 2010年 | 6,455            |
| 2011年 | 6,419            |
| 2012年 | 6,464            |
| 2013年 | 6,711            |
| 2014年 | 6,578            |
| 2015年 | 6,806            |

在尾西線車站中，除與名古屋本線轉乘的名鐵一宮站外最多乘客使用，在津島線中為最多乘客使用。

## 車站周邊
- 愛知縣海部綜合廳舍
- 津島法務合同廳舍
- 愛知縣津島警署（日语：津島警察署）
- 津島駅前崗亭
- 津島駅前郵局（北邊高架橋下）
- 津島市民醫院（日语：津島市民病院）
- 三菱日聯銀行津島分店
- 愛知銀行津島分店
- UR都市機構津島團地
- 津島神社
- FEEL（日语：フィールコーポレーション）津島店
- Y商店（日语：ヨシヅヤ）津島站東店
- 野田塾（日语：野田塾）本部、津島校
- EDION（日语：エディオン）津島店
- Across Plaza津島店
- ROYAL HOME CENTER（日语：ロイヤルホームセンター）津島店

## 巴士路線
在1997年（平成9年）前，此站設有名鐵巴士津島營業所，隨後遷移至津島市大坪町。
名鐵巴士
- 前往名鐵巴士中心
  - 【44】經津島市政廳前、東神守、安松、大治西條、中村公園
  - 【54】經津島市民醫院前、神尾、岩塚
- 前往榮
  - 【43】經津島市政廳、東神守、安松、大治西條、中村公園
- 前往大坪（日语：名鉄バス津島営業所）
  - 【45】經津島市政廳、七寶醫院前
  - 【55】經津島市民醫院前、神尾

津島市接觸巴士

## 相鄰車站
名古屋鐵道
 津島線
■特急、■急行、■準急
勝幡（TB05）－津島（TB07）
■普通
勝幡（TB05）－津島（TB07）
 尾西線（津島〜彌富）
■特急、■急行、■準急、■普通
日比野站（TB08）－津島（TB07）
 尾西線（名鐵一宮〜津島）
津島（TB07）－町方（BS01）

## 注腳

## 外部連結
- 津島 - 名古屋鐵道